# Kenza Hadjar
Pour les articles homonymes, voir Hadjar.
Kenza Hadjar arabe : كنزة حجار    née le 24 décembre 1992 est une footballeuse algérienne qui joue comme milieu de terrain pour l'équipe nationale féminine d'Algérie.

## Carrière en club
Hadjar a joué pour la Sûreté Nationale en Algérie.

## Carrière internationale
Hadjar a été sélectionné pour l'Algérie au niveau senior lors de la Coupe arabe féminine 2021,.